# Cacha pregos

Cacha Pregos est un village à l'extrémité sud-est de l'île de la municipalité d'Itaparica, dans l'État de Bahia au Brésil. Ce village est en été une station balnéaire pour les habitants de Salvador de Bahia.
Son nom vient de caixa qui veut dire caisse et de pregos qui signifie "clou" et vient en réalité du poisson "clou".